# Nucula exigua
Nucula exigua – gatunek małża należącego do podgromady pierwoskrzelnych.
Muszla wielkości: długość 0,6 cm, szerokość 0,5 cm, średnica 0,4 cm. Występuje na głębokości od 11 do 1900 metrów. Są rozdzielnopłciowe, bez zaznaczonych różnic płciowych w budowie muszli. Odżywiają się planktonem oraz detrytusem.
Występuje w Ameryce Północnej i Ameryce Środkowej od Zatoki Kalifornijskiej po Peru.